# بیمارستان آنتلوپ ولی
بیمارستان آنتلوپ ولی (به انگلیسی: Antelope Valley Hospital) بیمارستانی همگانی در شهر لان کاستر، کالیفرنیا ایالات متحده آمریکا است که در ۱۹۵۵ میلادی ساخته شد و دارای ۴۲۰ تخت است.